# والک‌پلو
والک‌پلو یا سیموکه‌پلو نوعی پلو است که از پختن برنج به‌همراه والک تهیه می‌شود. والک پلو در منطقۀ شمیران رودبار قصران استان تهران و نیز در استان‌های کرمانشاه و فارس رایج است. گونه‌های مختلف والک در دامنه‌های ارتفاعات البرز و شمیرانات و نیز در منطقۀ زاگرس و استان کرمانشاه می‌روید. در منطقۀ کرمانشاه گونۀ خاصی از والک می‌روید که در زبان کُردی کرمانشاه به آن سیموکه می‌گویند و غذایی نیز که با استفاده از آن تهیه می‌شود سیموکه‌پلو نامیده می‌شود.

شیوۀ پخت والک‌پلو در رودبارقصران و کرمانشاه متفاوت است. در رودبار قصران والک به همراه برنج آبکش شده و سپس دم می‌کشد و بدون گوشت و به‌همراه نیمرو سرو می‌شود. همچنین در لابه‌لای برنج مقداری سماق و زعفران نیز پاشیده می‌شود. اما در کرمانشاه سیموکه و پلو به دو شیوۀ کته و آبکش پخته شده و سپس به همراه انواع گوشت مانند زبان گوساله، ماهیچه، مرغ، کوفته قلقلی یا ماهی خورده می‌شود.